# Acanthoniscus spiniger
Acanthoniscus spiniger is een pissebed uit de familie Armadillidae. De wetenschappelijke naam van de soort is voor het eerst geldig gepubliceerd in 1859 door Kinahan.